# Болехівська міська територіальна громада
Болехівська міська громада — територіальна громада в Україні, в Калуському районі Івано-Франківської області. Адміністративний центр — м. Болехів.
Площа громади — 244,2 км², населення — 19 788 осіб (2020).

## Населені пункти
У складі громади 1 місто (Болехів) та 10 сіл:
- Бубнище
- Буковець
- Гузіїв
- Заріччя
- Козаківка
- Міжріччя
- Поляниця
- Сукіль
- Танява
- Тисів